# Ricardo Xavier Sengo
Ricardo Xavier Sengo (Massinga, 5 de Junho de 1969) é um político e empresário moçambicano. Desde Janeiro de 2025, exerce o cargo de Ministro na Presidência para Assuntos da Casa Civil da República de Moçambique, nomeado pelo Presidente Daniel Chapo.

## Biografia
Ricardo Xavier Sengo, filho de Felismeta e Xavier, é o quinto de cinco irmãos. Frequentou o Ensino Primário na Escola Primária Completa de Maxixe e o Secundário na Escola Secundária de Incoloane em Chòkwé.
Em 1990, mudou-se para Maputo com o objectivo de continuar os estudos e frequentou o curso de licenciatura em Agronomia na maior Universidade do país, UEM - Universidade Eduardo Mondlane.

## Formação académica
Licenciou‑se em Agronomia pela Universidade Eduardo Mondlane em 1996. Posteriormente, obteve os seguintes graus académicos:
- Mestre em Economia Agrária pela Universidade de Queensland (Austrália), 2002;
- Mestre em Finanças de Desenvolvimento pela Universidade de Stellenbosch (África do Sul), 2010;
- Mestre Executivo em Administração de Empresas pela Saïd Business School, Universidade de Oxford (Reino Unido), 2024.[4]

## Carreira
Iniciou a carreira na KPMG África do Sul como Director‑Adjunto responsável pela estratégia de financiamento da agricultura e na gestão de fundos, e vendas em sete países africanos, nomeadamente: Zâmbia, Serra Leoa, Moçambique, Tanzânia, Uganda, Zimbabwe e Gana.
Trabalhou no Standard Bank como Director de Agronegócios responsável pela definição e execução da estratégia de financiamento agrícola do grupo, promovendo o desenvolvimento de soluções financeiras estruturadas e adaptadas às realidades locais. Depois, tornou-se Director da Banca de Negócios em Angola e a base de clientes e a receita da BB Angola cresceram 500% e 300%, respectivamente. Posteriormente, assumiu a posição de Director Nacional de Banca Corporativa e de Investimento no BancABC Moçambique.
É Co‑fundador e presidiu o Conselho de Administração da STRATUM – Sociedade Mineira e da Guma Investimentos (combustíveis, agroindústria, mineração, transportes). Também presidiu a MECTS S.A. - Mozambique Electronic Cargo Tracking Services e a SPL Procurement & Logistics.
Na CTA – Confederação das Associações Económicas de Moçambique, chefiou o Pelouro de Política e Serviços Financeiros, promovendo parcerias público‑privadas (CTA e Banco de Moçambique).

## Acção governamental
Nomeado em Janeiro de 2025, Sengo foi confirmado como Ministro na Presidência para Assuntos da Casa Civil, função que exerce desde então.

## Filantropia
Em 2022, a família Sengo doou equipamentos a cirurgias do Hospital Central de Maputo e apoiou vítimas de cheias em Boane.

## Reconhecimentos
Em 2024, Sengo foi incluído em listas de liderança, sendo citado pela CIO Views como um dos «10 Líderes Africanos Mais Inspiradores» e pela World Leaders Magazine entre os «Líderes Mais Inspiradores do Mundo».